# بوثؤوندو
بلدية بوثؤوندو (بالإسبانية: Pozohondo) هي بلدية تقع في مقاطعة البسيط التابعة لمنطقة كاستيا لا مانتشا وسط إسبانيا.

## الديموغرافيا
بلغ عدد سكان بلدية بوثؤوندو 1.794 نسمة عام 2011 (وفقاً للمعهد الوطني الإسباني للإحصاء).
| 1.911 | 1.847 | 1.843 | 1.840 | 1.825 | 1.800 | 1.794 |